# Ulkerup Skov
 Ulkerup Skov  er en statsskov er ligger i Odsherred syd for Nykøbing Sjælland og øst for Vig.
Skoven er en af Odsherreds fem gamle skove som Annebjerg Skov, Stokkebjerg Skov, Kongsøre Skov og Grevinge Skov. Ulkerup Skov hørte i middelalderen under Roskilde Bispestol, og hed oprindelig Biskop Skov.
I Odsherred begynde man allerede i 1744 indhegne dele af skoven og omkring 1781 blev skoven målt op, hvorefter den gamle skovlandsby blev nedlagt og Ulkerup Hegn opstod. 
I skoven lå den tidligere landsby Ulkerup, der i dag blot er et græsområde midt i skoven. Ved landsbyen findes Ulkerup-Sjælene der er 9 kutteklædte figurer opsat i 2011-2012, som skal minde om Ulkerupfolket, der blev fordrevet fra landsbyen.